# Cattedrale dell'Ascensione (Oakland)
La cattedrale dell'Ascensione (in inglese: Ascension Cathedral) è la cattedrale greco-ortodossa di Oakland, in California, Stati Uniti d'America, sotto la giurisdizione della metropolia greco-ortodossa di San Francisco. La chiesa  è situata al n°4700 di Lincoln Avenue, accanto a tempio mormone di Oakland.
La chiesa greco-ortodossa dell'Ascensione è stata inaugurata l'11 dicembre 1960. Nel 1976 la chiesa rischiò di essere demolita per far posto ad un'autostrada, ma l'inserimento dell'edificio nel registro degli edifici storici degli Stati Uniti ne ha permesso la conservazione. In seguito la chiesa è stata elevata al rango di cattedrale nel febbraio del 1992.